# Крајпуташ Симеуну Јелићу у Млаковцу
Крајпуташ Симеону Јелићу у Млаковцу (општина Горњи Милановац) налази се у близини Ибарске магистрале, на деоници старог пута кроз Млаковац. Подигнут је Симеону Јелићу из Бруснице који је погинуо у Јаворском рату 1876. године.

## Опис
Крајпуташ је у облику стуба, исклесан од сивог пешчара. Са свих страна украшен је урезима удвојених крстова. На десној бочној страни приказана је пушка са ремеником.
Предња страна споменика и полеђина веома су оштећене, а натпис делимично читљив. Из преписа се зна да је споменик подигнут војнику Симеуну Јелићу из Бруснице, који је погинуо у Српско-турском рату 1876. године. У скорије време је обновљен и прекривен металном покривком.

## Епитаф
СИМЕОН ЈЕЛИЋ
из Бруснице.
Поживи 31 годину.
Погинуо у
Јаворском рату
1876. г.
Споменик му подиже
жена Милева
и син Милан.